# Vùng đất tình yêu (Hàn Quốc)

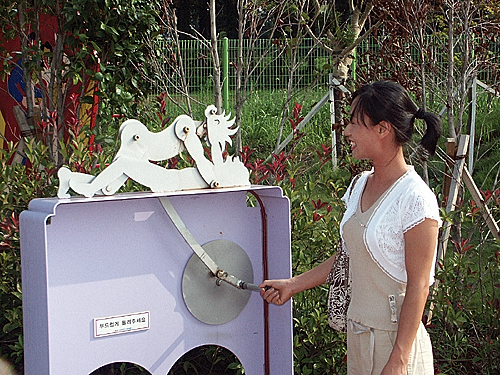
Một tác phẩm điêu khắc cơ học tại Love Land.

Jeju Loveland (제주러브랜드) (còn gọi là Love Land: Vùng đất Tình yêu) là một công viên điêu khắc ngoài trời được khai trương vào năm 2004 trên đảo Jeju ở Hàn Quốc. Công viên tập trung vào chủ đề tình dục, mô tả các nội dung về giáo dục giới tính và có 140 tác phẩm điêu khắc mô tả con người ở nhiều tư thế tình dục khác nhau. Nó có nhiều tượng dương vật lớn, tượng đá âm hộ và được triển lãm theo một "vòng thủ dâm" ("masturbation-cycle"). Vị trí của công viên này là "nơi gặp gỡ của nghệ thuật định hướng tình yêu và khiêu dâm."
Đây là công viên triễn lãm ngoài trời về chủ đề tình dục duy nhất của Hàn Quốc. Công viên tọa lạc tại 2894-72, Cheonbaengi-ro, thành phố Jeju, tỉnh Jeju, có tổng diện tích 39.667 m².

## Lịch sử hình thành
Trong những năm 1970, đảo Jeju đã trở thành một điểm đến tuần trăng mật phổ biến cho các cặp vợ chồng Hàn Quốc, do khí hậu ấm áp của hòn đảo và hạn chế (thời Chiến tranh Lạnh) đối với du lịch nước ngoài. Nhiều cặp vợ chồng đã kết hôn vì những cuộc hôn nhân sắp đặt, và hòn đảo cũng trở nên nổi tiếng là một trung tâm giáo dục giới tính. Theo một bài báo trên tạp chí Der Spiegel của Đức, vào cuối những năm 1980, nhà báo kiêm nhà văn du lịch Simon Winchester đã báo cáo rằng một số nhân viên khách sạn trên đảo đã phục vụ như "tàu phá băng chuyên nghiệp". Vào buổi tối, khách sạn sẽ cung cấp một chương trình giải trí với các yếu tố khiêu dâm, để giúp các cặp vợ chồng mới cưới thư giãn. Ý tưởng công viên này bắt đầu ra đời.
Năm 2002, nhóm sinh viên tốt nghiệp của Đại học Hongik ở Seoul gầm 20 người bắt đầu tạo ra tác phẩm điêu khắc cho các công viên, trong đó khai trương vào ngày 16 tháng 11 năm 2004.

## Trưng bày
Trong 140 tác phẩm thì có 100 đặt ở ngoài trời số còn lại trong nhà trưng bày. Bao quanh một khu vực rộng bằng hai sân bóng đá, tất cả các tác phẩm điêu khắc có thể được xem trong khoảng một giờ, và có thêm một triển lãm luân phiên hàng tháng với các tác phẩm của các nghệ sĩ Hàn Quốc khác nhau. Khách tham quan được yêu cầu ít nhất 18 tuổi và khu vực vui chơi riêng dành cho trẻ vị thành niên trong khi người lớn ghé thăm. Khu vực chơi phục vụ theo chủ đề anime.
Ý tưởng dự án là làm nổi bật "vẻ đẹp tự nhiên của tình dục" và "phá bỏ những cấm kỵ truyền thống xung quanh tình dục".
Các tác phẩm đủ tư thế và kiểu dáng, từ hai người yêu nhau mặc quần áo và hôn nhau một cách kín đáo, đến khỏa thân hoàn toàn. Bộ sư tập cũng bao gồm các tư thế quan hệ tình dục dường như dựa theo các nền văn hóa khác nhau trên thế giới.
Trong nhà trưng bày những tủ kính trưng bày đủ loại dương vật giả, bao cao su, đồ chơi tình dục và mọi thứ khác có thể liên tưởng đến tình dục. Đồ lót, quả bóng căng bằng nhựa giống như tinh hoàn, hoặc quả bóng giống như ngực, roi, còng tay, thẻ bài có tư thế quan hệ tình dục, móc chìa khóa, kính bắn và nam châm.

## Thư viện ảnh
|  |  |  |
|  |  |  |
|  |  |  |